# 慶完君
慶完君（韓語：경완군，1640年—1649年2月4日），諱李石磷（韓語：이석린），是朝鮮王朝時代的王族成員。

## 生平
李石磷是昭顯世子李𣳫的次子、仁祖李倧嫡次孫，愍懷嬪姜氏所生，有同母兄姊慶善君李栢、慶淑郡主、弟妹慶寧郡主、慶順郡主李正溫和慶安君李檜。
仁祖二十四年（1646年）發生姜嬪之獄（韓語：강빈지옥），李石磷的母親愍懷嬪遭賜死，而李石鐵、李石磷、李石堅三兄弟就在次年（1647年）被發配到濟州。不久，他就在仁祖二十六年十二月二十三日（合1649年）去世，年僅10歲（虛歲）。
高宗九年（1872年），高宗追封他為慶完君，並追封朝鮮成宗第十三子寧山君李恮的八世孫李義著（1705－1779）為臨寧君，並過繼給慶完君為嗣；又命李義著玄孫李𪴑重（1826－1875）的後代奉祀慶完君。

## 附註
1. ↑  .   [2020-04-18]. （原始内容存档于2020-04-18）.
2. ↑  《孝宗實錄》8卷·三年正月十五條
3. ↑  《仁祖實錄》48卷·二十五年五月十三條
4. ↑  《仁祖實錄》49卷·二十六年十二月二十三條
5. ↑  《承政院日記》高宗九年（1872年）十二月初四：「石磷贈慶完君, 昭顯世子第二男, ……學生李義著贈臨寧君, 慶完君嫡長子」
6. ↑  《璿源系譜紀略》14卷·仁祖大王
7. ↑  영산군파 권1(寧山君派 卷之一)